# Александродар (Николаевская область)
Александрода́р (укр. Олександрода́р) — село в Доманёвском районе Николаевской области Украины.
Основано в 1890 году. Население по переписи 2001 года составляло 191 человек. Почтовый индекс — 56435. Телефонный код — 5152. Занимает площадь 0,993 км².

## Местный совет
56435, Николаевская обл., Доманёвский р-н, с. Петропавловка, ул. Торговая, 16